# 토끼 (1881년 마네)
《토끼》(프랑스어: Le Lapin, 영어: The Rabbit 또는 The Hare)는 프랑스의 화가 에두아르 마네가 1881년에 그린 유화로, 현재 웨일스 카디프에 있는 카디프 국립박물관에 소장되어 있다. 이 작품은 집 창문 바깥에 걸려 있는 죽은 토끼를 묘사한 정물화이다.

## 설명
《토끼》는 원래 마네가 파리 시청사의 회의실에 일련의 패널을 장식할 것을 제안한 지 얼마 지나지 않아 4개의 장식 패널 중 하나로 그려졌으나, 이러한 그의 구상은 실제로 구현되지 않았다. 1881년에 완성된 이 작품은 마네의 건강이 악화되고 있을 때 그린 그림으로, 마네가 베르사유의 한 빌라에서 여름을 보내는 동안 그린 작품이다. 이 그림은 4개의 패널의 가운데 작품 중 하나에 해당되며, 마네가 베르사유에 있는 동안 작업한 새로운 장식 작업의 일부였다. 사냥 노획물을 표현하기 위해 고안된 《토끼》와 함께 중앙의 다른 패널은 현재 취리히의 뷔를레 컬렉션에 소장된 《죽은 수리부엉이》이다. 나머지 두 바깥쪽 패널 중 한 패널에는 격자 구조물 위의 포도나무가 그려져 있고, 다른 패널에는 정원의 한 모퉁이가 그려져 있다. 마네가 사망했을 당시 그의 화실에서 같은 목록의 일부로 분류된 꽃병과 물뿌리개라는 두 개의 다른 그림이 발견되었다. 그러나 이 작품들은 《토끼》와 같은 시기에 만들어진 것으로 보이지만 《토끼》가 포함된 네 패널 중 일부는 아닌 것으로 추정된다.
이 작품은 원래 1882년 파리 살롱에 출품되었으나 받아들여지지 않았다. 이 작품은 마네가 죽은 후 스튜디오에서 미술상 폴 뒤랑뤼엘에게 판매되었다. 이후 《토끼》는 파리에 있는 미술 회사인 베른하임죈(Bernheim-Jeune)의 소유로 넘어갔다. 이후 이 작품은 1917년에 웨일스의 자선가인 그웬돌린 데이비스에게 판매되었으며, 그녀는 1918년에 이 작품을 바스의 빅토리아 미술관에 전시했다. 1951년 그웬돌린이 사망하자 그녀는 《토끼》를 포함한 그녀의 인상파 작품 컬렉션을 웨일스 국립 박물관에 기증했다. 현재 카디프 국립박물관 11번 갤러리에서 관람할 수 있다.

## 분석

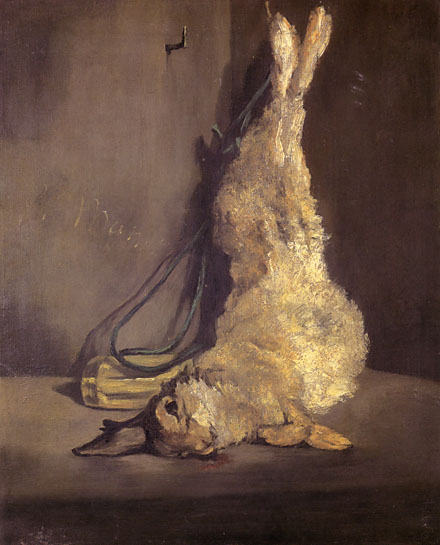
마네가 1866년에 그린 《토끼》, 62 cm x 48 cm, 앙글라동 박물관 소장
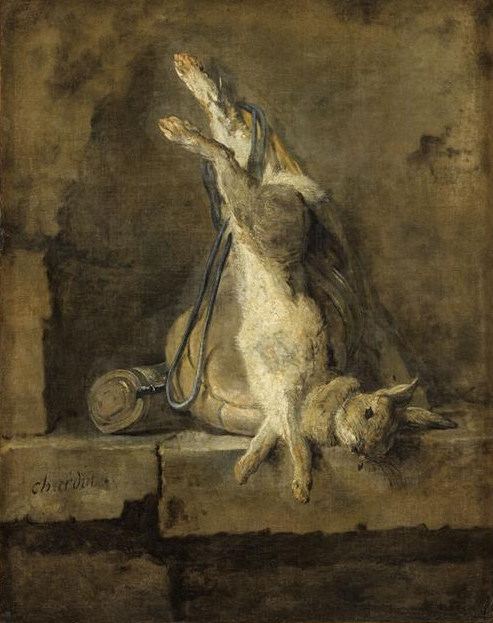
《죽은 토끼와 사냥 도구》, 샤르댕, 1727년경, 루브르 박물관 소장

《토끼》는 대담하고 늘어놓은 듯한 스타일로 그려졌으며, 멀리서도 바라볼 수 있도록 의도되어 그려졌다. 이는 마네의 초기 작품인 《토끼》(1866)와는 극명한 대조를 이룬다. 마네가 1866년에 그린《토끼》는 훨씬 더 전통적인 프랑스 정물화 스타일로 완성되었다. 샤르댕의 《죽은 토끼와 사냥 도구》의 영향을 받은 이 초기 그림은 후기 그림에 비해 훨씬 더 전통적이고 세부적인 묘사가 돋보인다. 반면에 1881년에 그린《토끼》는 인상파 스타일에 훨씬 더 가까우며 보다 캐주얼하게 빠르고 폭넓은 붓놀림으로 죽은 동물의 털뿐만 아니라 창문 뒤의 커튼과 매달린 토끼 주변의 덩굴식물 등 다양한 질감을 연상케 한다.